# WebP
WebP – format kompresji statycznych i animowanych obrazów rastrowych. Jest rozwijany przez Google w oparciu o technologie pozyskane przy zakupie On2 Technologies. Został zaprezentowany 30 września 2010. Siostrzanym projektem jest format wideo WebM. WebP ma dwa tryby kompresji: stratną i bezstratną.

## Zastosowanie

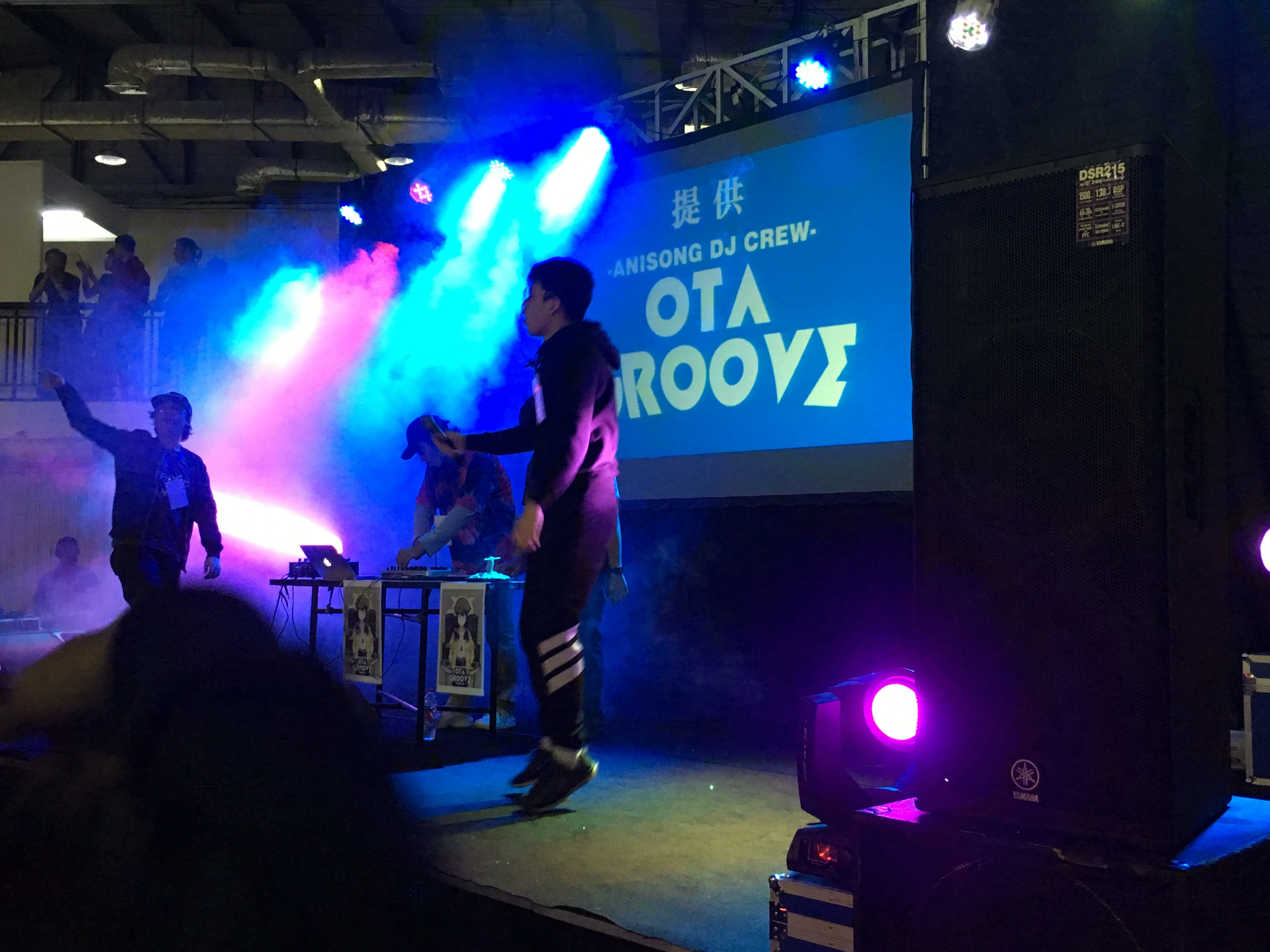
Przykład obrazu WebP

WebP ma być nowym otwartym standardem dla skompresowanej grafiki w Internecie jako bezpośredni konkurent dla starszego formatu JPEG przy mniejszym rozmiarze w porównywalnej jakości. Format ten ma też zastąpić PNG i GIF dzięki zastosowaniu kompresji bezstratnej i przezroczystości.

### Przeglądarki WWW
Pierwszą przeglądarką obsługującą format WebP była Google Chrome. Kolejną przeglądarką była Opera 11.10. Internet Explorer nie obsługiwał tego formatu, ale Microsoft Edge wprowadził jego obsługę w poprawce do Windows 10 z października 2018. Mozilla początkowo odrzuciła poprawki do Firefoksa zapewniające obsługę WebP, jednak ostatecznie wprowadziła jego obsługę w wersji 65 w styczniu 2019.
Format ten ze względu na małą wielkość pliku i dość dobrą jakość został użyty w funkcji Opera Turbo, dzięki której strony mają wczytywać się szybciej niż we wcześniejszych wersjach przeglądarki. Funkcja Opera Turbo działa w ten sposób, że serwery Opery pobierają obrazek JPEG, w locie konwertują go do WebP i przesyłają do użytkownika. Jest to jak dotychczas największe użycie tego formatu, mimo że użytkownik może tego nawet nie zauważyć.

### Zdobywanie popularności
W 2013 Facebook zaczął wysyłać do losowej grupy użytkowników zdjęcia w formacie WebP.
W lipcu 2013 Google zmieniło layout Google Play na nowy używający grafik WebP. Dla przeglądarek nie obsługujących WebP nadal dostępne są dłużej wczytujące się obrazy PNG.

### Kompresja
Rozmiar obrazów PNG przy kompresji bezstratnej WebP zmniejsza się o 26%. Przy kompresji stratnej obrazów JPG rozmiar zmniejsza się zależnie od jakości takiej kompresji. Przy zachowaniu jakości na poziomie 80% WebP rozmiar obrazów JPG zmniejsza się nawet o 85%.

### Inne oprogramowanie
Obsługa formatu WebP została dodana do pakietu biurowego LibreOffice od wersji 7.4, edytora graficznego Pixelmator, IrfanView od wersji 4.51 oraz GIMP od wersji 2.10. Photoshop obsługuje zapis do tego formatu przez plugin. Polski kreator stron WebWave wspiera format WebP podczas tworzenia stron internetowych.